# كورديلة السواحل
كورديلة السواحل (الاسم العلمي: Cordylus macropholis) (بالإنجليزية: Coastal spiny-tailed lizard)‏ هي نوع من الحيوانات تتبع جنس الكورديلة من فصيلة الكورديلات.